# Онга (посёлок)
Онга (яп. 遠賀町 Онга-тё:) — посёлок в Японии, находящийся в уезде Онга префектуры Фукуока. Площадь посёлка составляет 22,14 км², население — 19 008 человек (1 августа 2014), плотность населения — 858,54 чел./км².

## Географическое положение
Посёлок расположен на острове Кюсю в префектуре Фукуока региона Кюсю. С ним граничат города Накама, Мунаката и посёлки Окагаки, Асия, Мидзумаки, Курате.

## Население
Население посёлка составляет 19 008 человек (1 августа 2014), а плотность — 858,54 чел./км². Изменение численности населения с 1980 по 2005 годы:
| 1980 | 14 188 чел. |  |
| 1985 | 15 994 чел. |  |
| 1990 | 17 107 чел. |  |
| 1995 | 18 999 чел. |  |
| 2000 | 19 309 чел. |  |
| 2005 | 19 279 чел. |  |

## Символика
Деревом посёлка считается османтус, цветком — нарцисс.